# Idiostatus middlekaufi
Idiostatus middlekaufi é uma espécie de insecto da família Tettigoniidae.
É endémica dos Estados Unidos da América.